# Tabelno slikarstvo
Tabelna slika je slika, izdelana na tabli iz lesa, bodisi v enem kosu, bodisi na več kosih, ki so združeni. Dokler je platno v 16. stoletju postalo bolj priljubljen podporni medij, je bila to običajna oblika podlaga za sliko, ki ni bila narejena na steni (freska) ali velumu, ki so ga uporabljali za miniature v iluminiranih rokopisih in slikah.

## Zgodovina
Tabelno slikarstvo je zelo staro; bilo je zelo prestižen medij v Grčiji in Rimu, vendar je preživelo le zelo malo primerov starih slik na tablah. Serija pisanih tablic iz 6. stoletja pred našim štetjem iz Pitse (Grčija) predstavlja najstarejše ohranjene grške plošče. Zdi se, da je večina klasičnih grških slik, ki so bile znane v tistem času, velikosti primerljive z manjšimi sodobnimi deli - morda do polovične dolžine portreta. Za  generacijo v drugi četrtini 5. stoletja pred našim štetjem je bilo gibanje, imenovano novo slikarstvo in pod vodstvom Polignota, za zelo velike poslikane frize, očitno naslikane na lesu, ki so krasili notranjost javnih zgradb z zelo velikimi in zapletenimi temami, ki so vsebovale številne figure, ki so bile vsaj pol naravne velikosti, vključno s prizori bitk. Lahko si samo predstavljamo, kako so izgledale iz nekaterih podrobnih literarnih opisov in vaznih slik, ki se zdijo, da odmevajo njihove kompozicije. Od 1. stoletja pred našim štetjem do 3. stoletja našega štetja so Fajumski portreti, ohranjeni v izjemno suhih razmerah v Egiptu, zagotavljali večji del ohranjenih tabel s poslikavo iz obdobja cesarskega Rima - približno 900 portretov z obrazom ali poprsjem je ohranjenih. Severski tondo, prav tako iz Egipta (približno leto 200), je eden izmed peščice neprogrebnih grško-rimskih ohranjenih primerov. Les je bil vedno običajna podlaga ikonam bizantinske umetnosti in kasnejšim pravoslavnim tradicijam, katerih najstarejše (vse v samostanu svete Katarine) izvirajo iz 5. ali 6. stoletja in so najstarejše table, ki se zdijo najvišja sodobna kakovost. Enkavstika in tempera sta dve tehniki, ki sta se uporabljali v antiki. Enkavstika se je večinoma prenehala uporabljati po zgodnjih bizantinskih ikonah.
Čeprav se iz literarnih referenc zdi, da so bile nekatere table, nastale skozi stoletja med pozno antiko in romanskim obdobjem in uvožene bizantinske ikone v zahodni Evropi, ohranjene v nespremenjenem stanju, takih ni. V 12. stoletju je tabelno slikarstvo doživelo preporod zaradi novih liturgičnih praks - duhovnik in kongregacija sta bila zdaj na isti strani oltarja, tako da je za oltarjem ostal prost prostor za prikaz svete podobe - in zato so bile oltarne dekoracije iskane. Najzgodnejše oblike slikanja na tablah so bili dosal (oltarna ozadja), oltarna ospredja in razpela. Vse so bile naslikane z verskimi podobami, navadno Kristusom ali Devico, s svetniki, ki ustrezajo posvečenju cerkve in lokalnemu mestu ali škofiji ali darovalcu. Pogosto so prikazani tudi portreti donatorjev, ki vključujejo člane darovalčeve družine, ki običajno klečijo na strani. Nekaj časa so bili cenejša alternativa daleč prestižnejšim ekvivalentom kovinskih izdelkov, okrašenih z dragulji, emajlom in morda slonokoščenimi figurami, od katerih je bila večina dragocenih materialov že zdavnaj uničena. Naslikane table za oltarje so v Španiji najštevilnejše, zlasti v Kataloniji, kar pojasnjuje revščino države v tistem času, pa tudi pomanjkanje reformacijskega ikonoklazma.
13. in 14. stoletje je bilo v Italiji veliko obdobje tabelnega slikanja, večinoma oltarnih del ali drugih verskih del. Ocenjujejo, da je bilo izgubljenih 99,9 odstotka vseh tamkajšnjih tabelnih slik. Velika večina tabelnih slik zgodnjenizozemskih, ki vključujejo večino najzgodnejših portretov, kot je tisti  Jana van Eycka in nekatere druge posvetne prizore. Toda eno najstarejših preživelih olj na platnu je francoska Madona z angeli iz okoli 1410 v Gemäldegalerie v Berlinu, kar je zelo zgodaj tudi za oljno sliko. V teh delih sta okvir in tabla včasih en kos lesa, kot pri sliki Portret moža (avtoportret?) van Eycka (Nacionalna galerija, London), kjer je bil tudi poslikan tudi okvir, vključno z napisom, ki je bil iluzionistično podoben rezbarjenju.
V 15. stoletju z večjim bogastvom Evrope in poznejšim pojavljanjem humanizma ter spreminjajočim odnosom do funkcije umetnosti in pokroviteljstva je tabelno slikanje šlo v nove smeri. Sekularna umetnost je odprla pot k ustvarjanju skrinj, poslikanih postelj in drugega pohištva. Mnoga taka dela so zdaj samostojna in obešena uokvirjena na stene v muzejih. Številna dvostranska krila oltarnih nastavkov (glej sliko na vrhu) so bila prav tako razžagana v dve enostranski tabli.
Platno je prevzelo s table v Italiji v prvi polovici 16. stoletja, sprememba, ki sta jo vodila Mantegna in beneški umetniki (ki so naredili najboljše platno iz jader). Na Nizozemskem je sprememba trajala približno stoletje dlje, slike na tablah pa so ostale pogoste, zlasti v Severni Evropi, tudi potem, ko je cenejše in prenosnejše platno postalo glavni podporni medij. Mladi Rubens in številni drugi slikarji so ga imeli za prvo izbiro, s katerim je bilo mogoče doseči povsem trdno oporo, številna njegova najpomembnejša dela pa so ga uporabila tudi za slike, dolge štiri metre. Njegove table so zelo zapletene konstrukcije, vsebujejo kar sedemnajst kosov lesa (Het Steen, National Gallery, London). Za manjše kabinetne slike so bili bakreni listi (pogosto stare tiskarske plošče) še ena podlaga iz konca 16. stoletja, ki so jo uporabljali številni umetniki, vključno z Adamom Elsheimerjem. Številni nizozemski slikarji zlate dobe so za svoja majhna dela uporabili tablo, med njimi tudi Rembrandt. V 18. stoletju je postalo nenavadno slikati na tabli, razen majhnih del, ki bi jih lahko vstavili v pohištvo in podobno. Nacionalna galerija v Londonu ima na tabli dva portreta Goye.
Številne druge slikarske tradicije so tudi slikale in še vedno slikajo na lesu, vendar se izraz navadno uporablja le za sklicevanje na zgoraj opisano zahodno tradicijo.

## Konstrukcija in priprava table
Tehnika nam je znana v Obrtnikovem priročniku (Il libro dell 'arte) Cennino Cenninija, objavljenem leta 1390 in drugih virih. Skozi stoletja se je malo spremenilo. To je bil naporen in mukotrpen proces:
- Mizar je iz masivnega lesa izdelal velikost potrebne table. Običajno se daje prednost radialnemu rezu kosa (namesto po dolžini drevesa; nasprotno od večine gradbenega lesa), pri čemer je zunanji del izključen. V Italiji je bila navadno uporabljen topol, vrba ali lipa. Nato je bi bila zglajena in brušena in po potrebi spojena z drugimi kosi, da bi dobili želeno velikost in obliko.
- Les so premazali z mešanico lepila iz živalske kože in smolo ter prekrili s platnom; to je lahko storil specialist ali pa v studiu umetnikov.
- Ko se je to posušilo, so nanesli plast na plast gesso, vsak sloj se je pred naslednjim zgladil, včasih kar 15 slojev, preden se je pojavila gladka trda površina. Ta faza po 16. stoletju ni bila nujno narejena ali pa so bili uporabljeni temnejši temelji.

## Tehnika slikanja
Ko je bila konstrukcija table končana, je bila kompozicija zasnovana običajno z ogljem.
Običajna starodavna slikarska tehnika je bila enkavstična, uporabljali so jo v Al-Fayumu in v najstarejših ohranjenih bizantinskih ikonah, ki so v samostanu svete Katarine. Pri tem so uporabljali segreti vosek kot medij za pigmente.
To je pred koncem 1. tisočletja nadomestila tempera, ki uporablja rumenjakov medij. Z majhnimi ščetkami, namočenimi v mešanico pigmenta in rumenjaka, je bila barva nanesena v zelo majhnih, skoraj prozornih potezah ščetke. Tanke plasti barve so bile uporabljene za ustvarjanje volumetričnih oblik.
Do začetka 15. stoletja se je razvilo oljno slikarstvo. To je bilo bolj tolerantno in je omogočilo izjemno podrobnost zgodnjenizozemske umetnosti. Pri tem so uporabili zelo mukotrpno večplastno tehniko, pri kateri je bilo treba barvo ali njen določen del pustiti nekaj dni, da se en sloj posušil, preden se je nanesel naslednji.

## Zaščita in znanstvena analiza
Lesene table, še posebej, če se hranijo s premajhno vlažnostjo, se s starostjo pogosto zvijajo in razpokajo, od 19. stoletja, ko so bile razvite zanesljive tehnike, pa so jih mnogi prenesli na platna ali druge sodobne nosilce.
Lesena tabla je za umetnostne zgodovinarje zdaj bolj uporabna kot platno in v zadnjih desetletjih je pri pridobivanju teh informacij prišlo do velikega napredka. Odkriti so bili številni ponaredki in popravljeni napačni datumi. Strokovnjaki lahko prepoznajo uporabljene drevesne vrste, ki so se spreminjale glede na območje, kjer je bila slika narejena. Tehnike datiranja z ogljikom lahko dajo približno časovno obdobje (običajno približno za 20 let), za glavna področja lesa za table pa so bila razvita zaporedja dendrokronologije. Italijanske slike so uporabljale lokalni ali včasih dalmatinski les, najpogosteje topol, vendar tudi kostanj, oreh, hrast in druge. Nizozemski je v 15. stoletju primanjkovalo lokalnega lesa in večina mojstrov zgodnjega obdobja je uporabljala baltski hrast, pogosto poljski, razrezan severno od Varšave in odposlan po Visli, čez Baltik na Nizozemsko. Južnonemški slikarji so pogosto uporabljali bor, mahagonij, ki so ga uvažali v Evropo in so ga uporabljali kasnejši slikarji, tudi na primer Rembrandt in Goya.
Teoretično dendrokronologija navaja natančen datum sekanja, v praksi pa je treba upoštevati več let trajajoče sušenje, majhna tabla pa je lahko izrezana iz središča drevesa, ne da bi vedeli, koliko obročev je ostalo zunaj table kjer je bila. Dendrokronološki zaključki so po navadi izraženi kot terminus post quem ali najzgodnejši možni datum s predhodno oceno dejanskega datuma, ki je lahko dvajset ali več let pozneje.
Tako imenovana  Panel Paintings Initiative  je večletni projekt v sodelovanju med Gettyjevim Inštitutom za zaščito, Gettyjevo fundacijo in muzejem J. Paul Getty. Pobuda je odziv na vse večje spoznanje, da bo lahko v prihodnjih desetletjih ogrožena pomembna zbirka slik na lesenih tablah zaradi naraščajočega števila konservatorjev in obrtnikov z visoko specializiranimi znanji, potrebnimi za ohranitev teh zapletenih umetniških del.

## Tipi lesa
Umetniki so običajno uporabljali les iz domače regije. Albrecht Dürer (1471–1528) je na primer slikal na topolu, ko je bil v Benetkah in na hrastu na Nizozemskem in v južni Nemčiji. Leonardo da Vinci (1452–1519) je hrast uporabil za svoje slike v Franciji; Hans Baldung Grien (1484 / 5–1545) in Hans Holbein (1497 / 8–1543) sta hrast uporabljala v južni Nemčiji in Angliji. V srednjem veku so smreko in lipo uporabljali v Zgornjem Porenju in pogosto na Bavarskem. Zunaj Porenja je bil v glavnem uporabljen mehki les (na primer borov les). Od skupine dvajsetih norveških oltarnih nastavkov iz gotske dobe (1250–1350) jih je bilo štirinajst iz jelke, dva iz hrasta in štiri iz bora (Kaland 1982). Veliki oltarji, izdelani na Danskem v 15. stoletju, so uporabljali hrast za figure, pa tudi za poslikana krila. Lipa je bila priljubljena pri Albrechtu Altdorferju (približno 1480–1538), Baldungu Grienu, Christophu Ambergerju (um. 1562), Dürerju in Lucasu Cranachu starejšem (1472–1553). Cranach je pogosto uporabljal bukov les - nenavadna izbira. V severni Evropi je topol zelo redek, pogosta sta oreh in kostanj. Na severovzhodu in jugu so uporabljali iglavce, kot so smreka, različne vrste jelke in bor. Jelkin les je bil uporabljen v zgornjem in srednjem Porenju, Augsburgu, Nürnbergu in Saškem. Borov les so uporabljali predvsem na Tirolskem, bukov les pa le na Saškem. Na splošno je bil hrast najpogostejši substrat, ki se je uporabljal za izdelavo tabel v Nizozemskih deželah, severni Nemčiji in Porenju okoli Kölna. V Franciji je bilo do 17. stoletja večina tabel iz hrasta, čeprav je bilo najdenih nekaj orehovih in topolovih.
Hrast, ki so ga uporabljali slikarji severne šole, pa ni bil vedno lokalnega porekla. V 17. stoletju je bilo za izgradnjo srednje velike trgovske ladje potrebno približno štiri tisoč polnoraslih hrastov; zato je bil uvozni les nujen. Hrast iz Königsberga in Gdanska pogosto najdemo med deli flamanskimi in nizozemskimi umetniki od 15. do 17. stoletja; izvor lahko ugotovimo po vzorcih rastnih obročev. V zadnjem desetletju 17. stoletja je Wilhelmus Beurs, nizozemski pisatelj slikarskih tehnik, hrast smatral za najbolj uporabno leseno podlago, na katero je mogoče slikati. Vendar pa so izjeme opažene precej zgodaj v 17. stoletju: včasih so se uporabljali oreh, hruška, cedrovina ali indijski les. Mahagoni so že v prvih desetletjih 17. stoletja uporabljali številni slikarji in ga pogosto uporabljali na Nizozemskem v 19. stoletju. Ko nista bila uporabljeno platno ali baker, je bilo glavno delo severne šole naslikano na hrastovih tablah.